# Blithfield
Blithfield es una parroquia civil del distrito de East Staffordshire, en Staffordshire (Inglaterra). Según el censo de 2021, tiene una población de 260 habitantes.

## Demografía
Según el censo de 2001, en ese momento la parroquia civil tenía una población de 225 habitantes (48,89% varones, 51,11% mujeres) y una densidad de población de 20,2 hab/km². El 15,56% eran menores de 16 años, el 76,89% tenían entre 16 y 74, y el 7,56% eran mayores de 74. La media de edad era de 46,6 años. Del total de habitantes con 16 o más años, el 15,79% estaban solteros, el 67,37% casados, y el 16,84% divorciados o viudos.
Todos los habitantes eran blancos y la mayor parte (98,22%) originarios del Reino Unido. El resto (1,78%) había nacido en cualquier otro lugar salvo los países europeos. El cristianismo era profesado por el 83,56%, mientras que el 14,67% no eran religiosos y el 1,78% no marcaron ninguna opción en el censo.
Había 96 hogares con residentes, 6 vacíos, y 3 eran alojamientos vacacionales o segundas residencias.